# Kevyn Aucoin
Kevyn Aucoin (Shreveport (Luisiana), 14 de febrero de 1962 - 7 de mayo de 2002) fue un maquillador y fotógrafo muy conocido por trabajar con múltiples celebridades. 
Aucoin creció en Lafayette, Luisiana, y sus padres eran Thelma e Isidore, quienes le adoptaron cuando era un bebé.  Tenía tres hermanos: Carla, Kim y Keith. Con su esfuerzo llegó a la cima de la industria profesional del maquillaje haciendo hincapié en la belleza interior. Su lema era que era muy importante ayudar a la mujer a sentirse bella no importa de qué manera, y el maquillaje era simplemente su herramienta para ayudarla a descubrirla en sí misma. Partidario de la filosofía de que cada mujer posee una belleza interior, fue uno de los maquilladores de famosos mejor pagados de la historia. 

Trabajó con centenares de celebridades de primera fila como Cher, Janet Jackson, Tina Turner, Gwyneth Paltrow, Courtney Love y Winona Ryder. Se convirtió en un maquillador de fortísima demanda, y a menudo cobraba 10 000 dólares por una sesión fotográfica o una entrega de premios [cita requerida]. 
Como autor de obras publicadas (The Art of Makeup -El arte del maquillaje-, Making Faces, y Face Forward -Más que maquillaje-), le apasionaba tomar a gente famosa (y hombres y mujeres anónimos, incluyendo a su madre) y, usando el maquillaje y disfraces (y a veces prótesis), convertirlos en otros famosos, o en personas totalmente diferentes. Transformó a Tori Amos en María I de Escocia, a Liza Minnelli en Marilyn Monroe, a Christina Ricci en Édith Piaf, a Hilary Swank en Raquel Welch, a Winona Ryder en Elizabeth Taylor, y a Martha Stewart en Verónica Lake, entre otros.
Aucoin vivía con su pareja, Jeremy Antunes, con quien se casó en 2000 en una ceremonia no oficial en Hawái, y desde entonces se refería a él como su marido. Anteriormente había mantenido una relación sentimental con Eric Sakas, con quien después de su ruptura conservó una íntima amistad; Eric se convirtió en el presidente y director creativo de Kevyn Aucoin Beauty.
En octubre de 2001, justo un mes después de lanzar su propia línea de cosmética, se le diagnosticó un raro tumor en la pituitaria. Había sufrido de acromegalia a causa del tumor durante gran parte de su vida, pero no se le había diagnosticado. Murió en mayo de 2002 por una insuficiencia hepática y renal causada por la toxicidad del Tylenol, debido a su adicción a los calmantes prescritos para mitigar el dolor extremo que le ocasionaba su enfermedad. Su amiga de toda la vida Tori Amos le rindió un homenaje musical en "Taxi Ride".